# Tiracola samoënsis
Tiracola samoënsis là một loài bướm đêm trong họ Noctuidae.